# 프랑스의 베트남 정복
"베트남 정복"(1858–1885)은 19세기 중반에서 후반에 걸쳐 제2프랑스 제국과 이후 프랑스 제3공화국이 베트남의 대남 제국과 맞서 벌인 일련의 군사 원정이었다. 그 결과, 프랑스는 1885년에 베트남과 그들의 중국 동맹군을 물리치고, 베트남, 라오스, 캄보디아를 병합하여 1887년에 프랑스령 인도차이나의 구성 영토로서 동남아시아 본토에 프랑스의 지배를 확립하게 되었다.
1858년 9월, 투란(현재의 다낭)과 5개월 후 사이공을 침공함으로써 프랑스와 스페인이 공동으로 원정을 시작했다. 이 4년간의 캠페인은 1862년 6월에 뜨득 황제가 프랑스에 남부의 세 개 주에 대한 주권을 부여하는 조약에 서명하는 결과를 낳았다. 프랑스는 1867년에 남서부의 세 개 주를 합병하여 코친차이나를 형성했다. 코친차이나에서 권력을 공고히 한 후, 그들은 1873년에서 1886년 사이에 통킹에서 일련의 전역을 통해 베트남의 나머지 지역을 정복했다. 통킹을 복속시키려는 프랑스의 야망은 이 지역이 중국의 영향권에 속해 있었기 때문에 청나라의 반대에 부딪혔다.
프랑스는 결국 대부분의 청나라 군대를 베트남에서 몰아냈지만, 일부 베트남 지역에 남아 있던 세력들은 통킹에 대한 프랑스의 통제에 계속 저항했다. 프랑스 정부는 푸르니에를 톈진으로 보내 톈진 조약을 협상하게 했고, 그에 따라 중국은 베트남에 대한 종주권을 포기하고 안남과 통킹에 대한 프랑스의 권위를 인정했다. 1884년 6월 6일, 후에 조약이 체결되면서 베트남은 통킹, 안남, 코친차이나라는 세 지역으로 나뉘게 되었다. 코친차이나는 프랑스의 식민지였고, 통킹과 안남은 보호령이었으며, 응우옌 왕조는 프랑스의 감독 하에 놓이게 되었다."

## 같이 보기
- 영국-미얀마 전쟁
- 프랑스-시암 전쟁